# Trachelas longinquus
Espèce
Trachelas longinquus est une espèce d'araignées aranéomorphes de la famille des Trachelidae.

## Répartition
Cette espèce est endémique de la préfecture de Sangha-Mbaéré en Centrafrique,. Elle se rencontre dans la réserve spéciale de Dzanga-Sangha.

## Description
Le mâle holotype mesure 3,30 mm.

## Systématique et taxinomie
Cette espèce a été décrite par Haddad et Lyle en 2025.

## Publication originale
- Haddad & Lyle, 2025 : « A revision of the genus Trachelas L. Koch, 1872 (Araneae: Trachelidae) in the continental Afrotropical Region. » Zootaxa, no 5673(4), p. 451-493.